# Neiked
Victor Rådström (* 28. Dezember 1991; vollständiger Name Niclas Victor Sebastian Rådström), bekannt als Neiked, ist ein schwedischer Musikproduzent aus Stockholm.

## Biografie
Erste größere Erfolge hatte Victor Rådström als Produzent und Songwriter für die Sängerin Miriam Bryant. Ihre Debütsingle Finders Keepers war ein Hit in Deutschland und Österreich, ihr Debütalbum Raised in Rain war in ihrer schwedischen Heimat in den Charts erfolgreich. Unter anderem arbeitete er auch mit Sanna Nielsen, Elin Bergman und Thomas Stenström zusammen.
Ende 2015 begann er mit eigenen Veröffentlichungen unter dem Namen Neiked. Bei seinem ersten Song Cowboy wirkte Stenström als Sänger mit. Seine dritte Single Sexual mit der Londoner Sängerin Dyo erschien im Jahr darauf und wurde sein erster internationaler Erfolg. Bei Spotify wurde er über 30 Millionen Mal abgerufen. Außer in Skandinavien und Deutschland war das Lied vor allem in den englischsprachigen Ländern erfolgreich, wo es in vielen Ländern ein Top-10-Hit war. In Großbritannien kam es auf Platz 5 und erreichte Doppelplatin-Status. In USA kam es immerhin auf Platz 22 der Dancecharts. Mit Call Me folgte noch ein kleinerer Hit.
Trotz weiterer Veröffentlichungen und dem Album Best of Hard Drive (2019) konnte er aber in den folgenden Jahren nicht daran anknüpfen. Erst 2021 hatte er einen weiteren Hit mit dem Song Better Days mit der Britin Mae Muller und US-Rapper Polo G. In den britischen und in den offiziellen US-Singlecharts erreichte er eine Top-40-Platzierung.
Rådström betreibt auch das Label Neiked Collective bzw. Neiked Music, bei dem er mit anderen Musikern zusammenarbeitet und Independent-Veröffentlichungen herausbringt.

## Diskografie
Alben
- 2019: Best of Hard Drive

Lieder
- 2015: Cowboy (feat. Thomas Stenström)
- 2016: Sand & Lead (feat. Brolin)
- 2016: Sexual (feat. Dyo)
- 2017: Call Me (feat. Mimi)
- 2018: Been a Long Time (feat. Lil Indo)
- 2018: How Did I Find You (feat. Miriam Bryant)
- 2019: Old School Love (feat. Nirob Islam)
- 2019: Lifestyle (feat. Husky)
- 2019: Sometimes (feat. Kes Kross & Jackson Penn)
- 2021: Better Days (feat. Mae Muller & Polo G)
- 2023: You’re Hired (feat. Ayra Starr)

## Auszeichnungen für Musikverkäufe
| Goldene Schallplatte - Brasilien - 2024: für die Single Better Days - 2024: für die Single Sexual - Dänemark - 2022: für die Single Better Days - Italien - 2018: für die Single Sexual - Spanien - 2017: für die Single Sexual Platin-Schallplatte - Belgien - 2017: für die Single Sexual - Dänemark - 2017: für die Single Sexual - Frankreich - 2017: für die Single Sexual - Kanada - 2022: für die Single Better Days - Norwegen - 2016: für die Single Sexual | 3× Platin-Schallplatte - Australien - 2017: für die Single Sexual - Neuseeland - 2023: für die Single Sexual |

Anmerkung: Auszeichnungen in Ländern aus den Charttabellen bzw. Chartboxen sind in ebendiesen zu finden.
| Land/RegionAuszeichnungen für Musikverkäufe (Land/Region, Auszeichnungen, Verkäufe, Quellen) | Silber  | Gold     | Platin       | Verkäufe  | Quellen             |
| -------------------------------------------------------------------------------------------- | ------- | -------- | ------------ | --------- | ------------------- |
| Australien (ARIA)                                                                            | —       | —        | 3× Platin3   | 210.000   | aria.com.au         |
| Belgien (BRMA)                                                                               | —       | —        | Platin1      | 60.000    | ultratop.be         |
| Brasilien (PMB)                                                                              | —       | 2× Gold2 | —            | 50.000    | pro-musicabr.org.br |
| Dänemark (IFPI)                                                                              | —       | Gold1    | Platin1      | 135.000   | ifpi.dk             |
| Deutschland (BVMI)                                                                           | —       | Gold1    | —            | 200.000   | musikindustrie.de   |
| Frankreich (SNEP)                                                                            | —       | —        | Platin1      | 133.333   | snepmusique.com     |
| Italien (FIMI)                                                                               | —       | Gold1    | —            | 25.000    | fimi.it             |
| Kanada (MC)                                                                                  | —       | —        | Platin1      | 80.000    | musiccanada.com     |
| Neuseeland (RMNZ)                                                                            | —       | —        | 3× Platin3   | 90.000    | radioscope.co.nz    |
| Norwegen (IFPI)                                                                              | —       | —        | Platin1      | 40.000    | ifpi.no             |
| Spanien (Promusicae)                                                                         | —       | Gold1    | —            | 20.000    | elportaldemusica.es |
| Vereinigte Staaten (RIAA)                                                                    | —       | —        | Platin1      | 1.000.000 | riaa.com            |
| Vereinigtes Königreich (BPI)                                                                 | Silber1 | Gold1    | 2× Platin2   | 1.800.000 | bpi.co.uk           |
| Insgesamt                                                                                    | Silber1 | 7× Gold7 | 14× Platin14 |           |                     |